# Trentepohlia (Trentepohlia) mediofusca
Trentepohlia (Trentepohlia) mediofusca is een tweevleugelige uit de familie steltmuggen (Limoniidae). De soort komt voor in het Afrotropisch gebied.